# 343322 Tomskuniver
343322 Tomskuniver este o planetă minoră (asteroid), cu un diametru de 3,234 km, din centura de asteroizi. A fost descoperită pe 6 februarie 2010 la Spețialnaia astrofiziceskaia observatoria RAN⁠(d) de Timoer Valerievitsj Krjatsjko⁠(d). 
Obiectul prezintă o orbită caracterizată de o semiaxă mare de 2,7780945325206 UAi, o excentricitate de 0,12, o înclinație de 11,7 ° în raport cu ecliptica.